# 987. grenadirski polk (Wehrmacht)
987. grenadirski polk (izvirno nemško 987. Grenadier-Regiment; kratica 987. GR) je bil pehotni polk Heera v času druge svetovne vojne.

## Zgodovina
Polk je bil ustanovljen 12. januarja 1944 v južni Franciji in dodeljen 276. pehotni diviziji; polk je bil uničen avgusta 1944 med bitko za Normandijo.
Ponovno je bil ustanovljen 4. septembra 1944 s preoblikovanjem 1198. grenadirskega polka.